# Changdeokgung
Changdeokgung (hangul: 창덕궁, hanja: 昌 德 宮)? és un conjunt de palaus dins d'un gran parc a Seül, Corea del Sud. És un dels cinc grans palaus construïts per la Dinastia Joseon.Es troba localitzat a l'est del Palau de Gyeongbok sovint és anomenat Palau de l'Est.Està inscrit a la llista del Patrimoni de la Humanitat de la UNESCO des del 1997.
El Palau de Gyeongbok va ser construït 1395 i es troba a la zona septentrional de Corea del Sud. Va ser la residència principal de la Dinastia Joseon.